# M80 Radio
M80 Radio va ser una radiofórmula musical espanyola dedicada als èxits musicals dels anys 1970, 1980, 1990 i 2000 internacionals, propietat de PRISA Radio, disponible a través de FM e Internet a Espanya i Andorra. Els estudis centrals de l'emissora es trobaven situats a la cèntrica Gran Via de Madrid. Les emissions van començar el 18 de gener de 1993 amb el nom de Radio 80 Serie Oro després de la fusió de Radio 80 i Radio Minuto i després de 25 anys, va cloure el 21 de novembre de 2018 i va ser substituïda per Los 40 Classic.
La marca M80 Radio continua existint a Portugal, controlada pel grup Media Capital.

## Història

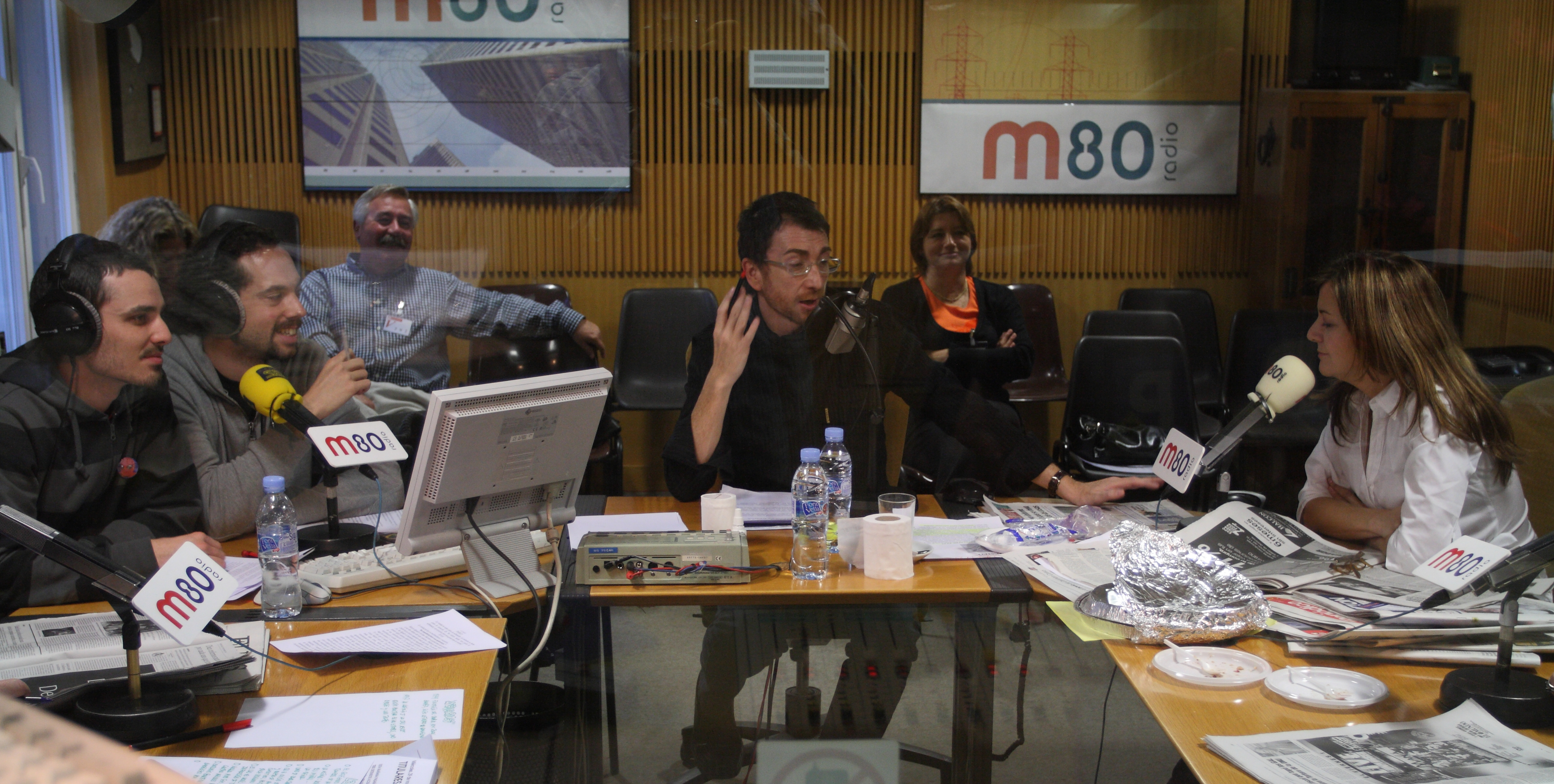
No Somos Nadie, M80 Radio (2006)

Amb el nom de Radio 80 (Cadena 80) va començar a emetre el 6 de juliol de 1981, amb una xarxa de dinou emissores repartides per tot el territori espanyol. El seu accionista majoritari era l'Editorial Católica(Edica) i Luis Ángel de la Viuda el seu primer director.
El 1984 va ser adquirida per Antena 3 Radio i va adoptar el nom de Radio 80 Serie Oro, amb una xarxa de setze emissores repartides per tot el territori espanyol, reconvertida en radiofórmula musical especialitzada en oldies.
El gener de 1993, després de l'entrada del Grupo PRISA a Antena 3, Radio 80 Serie Oro fusiona amb Radio Minuto, i esdevé M80 Serie Oro, i és el seu primer director José Ramón Pardo. Iniciaria les emissions el 18 de gener de 1993. Durant aquest any, s'emetria la següent programació::
- Arús con leche. Morning Show matinal presentat per Alfons Arús.
- Música actual. Emetia fórmula musical amb cançons de l'època.
- Área Classic. Oferia concerts, estrenes discogràfiques, programes especials amb artistes des dels estudis de la cadena, realitzats per Rafael Abitbol, i programes sobre els supervendes, la música pop, el country i notícies d'actualitat musical. Al seu torn, aquest programa incloïa, els dilluns Vuelo 605, presentat per Ángel Álvarez.
- Música de siempre. Oferia temes des dels anys 1960 fins a finals dels 1980.

Els caps de setmana, hi havia radiofórmula musical excepte de 22 a 00, on s'oferia Música Privada, presentat per Jorge Flo. Així mateix, cada 30 minuts s'emet un curt butlletí de notícies amb actualitat nacional i local.
El 1994 va passar a denominar-se definitivament M80 Radio, sota la direcció de Javier Pons, Sandro d'Angeli (des de 1996), Jesús Portela (des de 2001), Manu Dávila (des de 2002 fins 2011) i Toni Sánchez (des de 2011).
La programació de M80 Radio ha sofert molts alts i baixos al llarg de la seva història. Fins a la temporada 2003-04, M80 Radio oferia temes tant en anglès com en castellà. Des d'aquesta mateixa temporada, la cadena es va centrar exclusivament en oldies de llengües estrangeres.
En la temporada 2011-12 serien cancel·lats els programes musicals que fins a aquest moment hi havia a M80 Radio (Tus canciones: La Gramola, Plásticos y Decibelios, Jazztamos Aquí, Música Privada i Selección M80), al costat dels butlletins informatius existents des del començament de les emissions, fins i tot les indicacions horàries. Com a contrapartida, es reprèn l'emissió de cançons en castellà durant el mes de març de 2012, la franja temporal en la qual es mouen aquestes cançons s'ajusta a la mateixa filosofia que els temes en anglès, és a dir, cançons pertanyents als setanta, vuitanta i noranta, al contrari que la pauta seguida en els anys 1998, 1999, 2000, 2001, 2002, 2003 i 2004, on els temes en castellà i anglès pertanyents als setanta i vuitanta, es barrejaven al costat de cançons actuals en aquest moment, si bé la programació se centrava prioritàriament en temes clàssics de tots dos idiomes.
El 2 de novembre de 2018, PRISA va anunciar en LOS40 Music Awards que el 21 de novembre de 2018, M80 Ràdio seria substituïda per LOS40 Classic després de complir 25 anys d'emissions, pels mals resultats d'oients, arribant a tenir tres mornings diferents en quatre anys.

## Història dels programes de M80 Radio
En 1995 naixeria Jukebox La Gramola, presentat per Joaquín Guzmán fins al 15 de desembre de 2004, últim dia en què Joaquín Guzmán va fer el programa. Així mateix, al qual fos presentador del programa, se li va denegar la possibilitat d'anar a recollir el premi lliurat per la SGAE com a millor programa de ràdio. A partir del mateix 15 de desembre, seria Agustín García qui presentés La Gramola, fins a acabada la temporada en la qual va ser acomiadat Joaquín Guzmán. A partir de llavors, el programa seria eliminat de la graella de M80 Radio i substituït per més hores de radiofórmula.
En la temporada 2008-09, el programa tornaria en les nits dels dissabtes amb el nom de Tus Canciones: La Gramola, primer presentat per Agustín García, i després per Fernando Megía, fins a la seva cancel·lació a l'agost de 2011.
En l'àmbit dels morning-xou (o programes-despertador), M80 Radio ha tingut varis al llarg de la seva història:
En 1993, Alfonso Arús presentaria Arús con Leche, de dilluns a divendres, de 08 a 10 hores.
En la temporada 1994-95 seria substituït pel programa Levántate y Anda, dirigit per Jordi Casoliva i copresentat per Ramoncín i Martirio. Seria la primera aparició de Gomaespuma a M80 Radio
Entre 1995 i 2002, Gomaespuma realitzaria el matinal per M80 Radio, primer de 8 a 10 del mati, i després de 7 a 10 del matí, fins a la seva retirada en 2002 per a prendre's un any sabàtic
Per a substituir Gomaespuma, que va deixar un elevat índex d'audiència a M80 Radio, es va confiar en l'equip dirigit per Pablo Motos per a presentar No Somos Nadie, programa que s'emetria de dilluns a dissabte, de 7 a 10 del matí, en la seva primera temporada; i de dilluns a divendres fins a la temporada 2007-08, moment en el qual l'equip del programa van traslladar a la televisió repetint l'èxit obtingut amb l'emissió diària del programa El Hormiguero. Al llarg de la seva història, el programa pot presumir d'haver estat el més escoltat en la història de M80 Radio, en superar el milió d'oïdors en la seva última temporada, 2006-07.
Celia Montalbán seria la substituta de Pablo Motos en els matins de M80 Radio amb el programa No Somos Nadie 2.0, de 7 a 10 del matí. tan sols va durar dues temporades en antena, sent retirat sense previ avís al propi equip al juny de 2009.
Des de la temporada 2009-10, Javier Penedo i Miguel Coll s'encarregaven del programa matinal Morning 80, passant a presentar-lo només Miguel Coll des de gener de 2012, de dilluns a divendres, entre les 6 a 10 del matí; amb un resum dels millors moments, els dissabtes entre les 7 i les 10 del matí. A l'estiu de 2013 Miguel Coll va anunciar el final del programa durant l'emissió del qual anava a ser l'últim programa de la temporada. Setmanes més tard, l'emissora va anunciar que a partir de la temporada 2013-14 el programa passaria a dir-se Mas Morning 80 i estaria presentat per Sergi Mas en lloc de per l'equip original. Aquest programa va durar tan sols una temporada, a causa de les baixes dades d'audiència.
Des de la temporada 2014/2015, es realitzarien diversos canvis en M80 Radio. D'una banda, el morning passa a ser presentat per Jose Antonio Ponseti, anteriorment a Carrusel Deportivo, anomenant-se el programa "80 y la Madre". La fórmula musical tendirà a oferir més temes dels 90s, però sense apartar-se dels clàssics que ofereix m80 dels 60,70 i 80, a més de portar novetats musicals d'artistes adults d'aquesta emissora. Aquesta fórmula musical ofereix, de dilluns a divendres, secció d'actualitat, donant els titulars a cada hora entre les 10 i les 14 hores, moment en el qual s'ofereix l'espai "M80 autoreverse modo ON", fórmula musical de 80 minuts sense publicitat, que també s'oferirà després del programa Classic Box, presentat per Javier Penedo de dilluns a dijous a les 19.00 hores i fins a les 22.30 hores.
A la finalització de l'acte-reverse nocturn, la selecció musical de 00 a 04 hores passa a titular-se M80 Chill Out, oferint covers de clàssics de la música, temes de la fórmula en acústic, cançons amb baixa rotació en l'emissora, i música romàntica del repertori d'aquesta emissora. Els divendres i dissabtes, aquesta fórmula musical passa a ser amb temes Dance oldies, i es titula "Disco Ball".
Així mateix, està prevista la incorporació de Juan Luis Cano, membre al costat de Guillermo Fesser del duo Gomaespuma, per a presentar un programa diari a la tarda.
Els caps de setmana, en horari de 9 a 10 hores,i previ al Classic Box de cap de setmana, s'ofereix el Dissabte el programa "La Script", amb María Guerra, i els diumenges un resum del matinal "80 y la madre". També a partir de les 22 hores, Mónica Ordoñez presenta el programa "Selección m80", en el qual, a més de repassar trajectòries d'artistes i grups, ofereix en primícia diversos llançaments de discos.
Al llarg de la història de M80 Radio s'han emès diversos programes. Alguns d'ells van ser:
- Vuelo 605, presentat per Ángel Álvarez, presentat per Ángel Álvarez, el qual va durar fins al 26 de juny de 2004 (2 mesos després se li va rendir un homenatge). En les seves últimes temporades, els horaris d'emissió eren dissabtes de 21 a 22 hores, i diumenges, de 20 a 22 hores. També va tenir una emissió diària en els seus inicis: de dilluns a dijous, de 23 a 00 hores.

- Plásticos y Decibelios, emès primer a Los 40 i des de la temporada 1998-99, en M80 Radio, de dilluns a divendres, de 14 a 16 hores. A partir de la temporada 2003-04, s'emetria de dilluns a dijous des de la mitjanit, i des de la temporada 2005-06, variant entre els dissabtes a les 22 hores i en la mitjanit. Seria cancel·lat a l'agost, encara que el seu presentador, Julián Ruiz, realitza cada setmana el programa en la seva pàgina web, i en ivoox

- Supersonido, presentat per Mario Pérez, oferia temes dels estils Funk i R&B. El programa també procedia originalment de LOS40, i passaria a emetre's a M80 Radio en la temporada 2002-03.[10] El programa tindria diferents horaris, encara que en la majoria de les ocasions sempre s'ha ofert, bé en divendres, en l'horari de "La Gramola", bé en dissabte, variant entre les 22 i la mitjanit. El programa seria cancel·lat el 21 de juliol de 2009, després de 14 temporades en emissió.

- Música Privada, presentat per Jorge Flo, oferia temes d'estil new-age. Originalment emès a LOS40, va passar a emetre's a M80 Radio des dels seus inicis, primer en les nits de dissabtes i diumenges a les 22 hores, després en les nits dels diumenges a partir de la mitjanit. Va ser cancel·lat a l'agost de 2011, quan el seu director va acceptar ser responsable d'emissions de PRISA Radio per a Amèrica.

- Jazztamos Aquí, presentat per Rafael Fuentes, oferia temes d'estil Jazz, Jazz Fusió, Soul i Smooth Jazz. El seu horari d'emissió variava entre els dissabtes i els diumenges, a mitjanit. En les seves últimes temporades, s'emetria els diumenges entre les 22 i la mitjanit. El seu presentador va ser acomiadat de la M80 Radio a l'agost de 2011.

- M80 Sound, presentat en la seva primera temporada per Javier Penedo, i en la segona per Ana Canora, tenia la consideració d'un magazín musical, on s'alternaven les cançons típiques de l'emissora amb concursos, participació dels oïdors o curiositats musicals. Es va emetre durant les temporades 2007-08 i 2010-11, sent cancel·lat al desembre de 2010. Va ser substituït pel programa Classic Box, de contingut similar i emès en la seva mateixa franja.

En la trajectòria de M80 Radio, també s'han emès programes com a Banda sonora (Joaquín Luqui), Los clásicos (Rafael Abitbol), Rock satélite (Santiago Alcanda), Espacio en blanco (Miguel Blanco), Maxi 80 (Alfonso Sanz i Darío Vico), La música que quieres, La música que viene (Rafael Abitbol), Rosario de la Aurora (Oriol Parreño i Quim Morales), En la luna (Angel Tor), Cuento contigo (Alicia Sánchez), Gold, Cine M80 (Gustavo Risueño), Delicatessen (Santiago Alcanda), Éxitos encadenados, Agua (Marcos López i Juan Bosco), Bluelight (Tomy Salau Moreno), Clásicos de nuestro tiempo, ñ80 (Ramón Medina), Especiales M80 (Agustín García Vidal) i els butlletins informatius M80 Express (Tere Moreno) entre d'altres.

## Antigues freqüències

### FM

#### Andalusia
- Almeria: 90.8 FM (Ara Els40 Classic)
- Basa: 93.5 FM (Ara Els40 Classic)
- Cadis / Medina Sidonia: 89.8 FM (Ara Els40 Classic)
- Granada: 89.3 FM (Ara Els40 Classic)
- Màlaga: 98.9 FM (Ara Els40 Classic) i 101.1 FM (Ara Els40 Classic)
- Sevilla: 94.8 FM (Ara Els40 Classic)
- Úbeda: 104.3 FM (Ara Els40 Classic)

#### Andorra
- Andorra la Vella: 92.6 FM (Ara Els40 Classic)

#### Aragó
- Alcanyís: 92.5 FM (Ara Els40 Classic)
- Belmonte de San José: 107.5 FM (Ara Els40 Classic)
- Daroca: 107.0 FM Ara Els40 Clssic)
- Huesca: 88.9 FM (Ara Els40 Classic)
- Utrillas: 100.2 FM (Ara Els40 Classic)
- Saragossa: 90.5 FM (Ara Els40 Classic)

#### Astúries
- Oviedo: 88.9 FM (Ara Els40 Classic)

#### Canàries
- Les Palmes de Gran Canària: 105.4 FM (Ara Els40 Classic)
- Santa Creu de Tenerife: 100.1 FM (Ara Els40 Classic)

#### Cantàbria
- Santander: 101.1 FM (Ara Els40 Classic)

#### Castella-la Manxa
- Albacete: 90.8 FM (Ara Els40 Classic)
- La Roda: 92.4 FM (Ara Els40 Classic)
- Les Pedroñeras: 97.1 FM (Ara Els40 Classic)
- Toledo: 91.2 FM (Ara Els40 Classic)

#### Castella i Lleó
- Burgos: 95.9 FM (Ara no Programa)
- Salamanca: 104.6 FM (Ara Els40 Classic)
- Valladolid: 98.1 FM (Ara Els40 Classic)

#### Catalunya
- Barcelona: 90.5 FM (Ara Els40 Classic)
- Lleida: 100.3 FM (Ara Els40 Classic)
- Manresa: 100.6 FM (Ara Els40 Classic)
- Tarragona: 96.1 FM (Ara Els40 Classic)

#### Comunitat de Madrid
Madrid: 89.0 FM (Ara Els40 Classic)

#### Comunitat Valenciana
- Castelló de la Plana: 105.8 FM (Ara Els40 Classic)
- Gandia: 95.5 FM (Ara Els40 Classic)
- València: 96.1 FM (Ara Els40 Classic)

#### Extremadura
- Cáceres: 103.1 FM (Ara Els40 Classic)
- Don Benito: 97.3 FM (Ara Els40 Classic)

#### Galícia
- La Corunya: 97.6 FM (Ara Els40 Classic)
- Lugo: 93.7 FM (Ara Els40 Classic)
- Pontevedra: 105.1 FM (Ara Els40 Classic)
- Vigo: 101.2 FM (Ara Els40 Classic)

#### Illes Balears
- Bunyola / Mallorca: 102.3 FM (Ara Els40 Classic)

#### Navarra
- Pamplona: 89.0 FM (Ara SER +)

#### País Basc
- Amurrio: 104.2 FM (Ara Onda Basca Ràdio Llodio)
- Bilbao: 98.8 FM (Ara Els40 Classic)
- Llodio: 98.8 FM (Ara Onda Basca Ràdio Llodio)

#### Regió de Múrcia
- Múrcia: 88.0 FM (Ara Els40 Classic)